# Філатова Катерина Павлівна
Катери́на Па́влівна Філа́това (1900, Курська губернія, тепер Курська область, Російська Федерація — березень 1969, місто Київ) — українська радянська діячка, економістка, член ВУЦВК. Дружина Миколи Христового.

## Біографія
Член РСДРП(б) з 1917 року.
Активна учасниця жовтневого перевороту 1917 року в Москві.
Наприкінці 1919 року в складі групи московських більшовиків відряджена в Україну на партійну роботу. Працювала у відділі по роботі серед жінок ЦК КП(б)У. Освіта вища.
Надія Суровцова у своїх «Спогадах» згадувала: «Частенько забігала Катя Філатова, мабуть, чи не перша жінка-большевичка, яку я зблизька побачила. Була вона як з агітплакату. І, що мене незвичайно вразило, здорово матюкалась. Сама малесенька, сухенька й молода ще. Здавалося, що то на сцені, і це просто її роль. Ніде правди діти, мату було чимало!». 
У 1930-х роках заарештована органами НКВС, репресована. Проживала на спеціальному поселенні, працювала економістом Бурно-Октябрського колгоспу Джувалинського району Південно-Казахстанської області Казахської РСР.
16 квітня 1948 року заарештована Джувалинським районним відділом НКВС Південно-Казахстанської області. 7 серпня 1948 року Особливою нарадою при МДБ СРСР за статтею 58-10 Карного кодексу РРФСР засуджено до позбавлення волі на 10 років у виправно-трудових таборах.
У середині 1950-х років вийшла на волю, переїхала до Києва. Перебувала на пенсії, була членом Ради старих більшовиків Залізничного району міста Києва.
Померла в березні 1969 року в Києві.
10 жовтня 1994 року посмертно реабілітована Генеральною прокуратурою Республіки Казахстан.

## Нагороди
- орден «Знак Пошани»